# 大船渡市立第一中学校
大船渡市立第一中学校（おおふなとしりつだいいちちゅうがっこう）は、岩手県大船渡市立根町にある公立中学校。

## 沿革
出典
- 1961年（昭和36年）
  - 4月：盛中学校と立根中学校を統合し、大船渡市立第一中学校創立。旧盛中学校を大船渡市立第一中学校盛校舎、旧立根中学校を大船渡市立第一中学校立根校舎と改称。校長は兼務となるも統合校舎新築落成まで従来どおり運営。
  - 5月：立根町字宮田に約9,000坪の買収契約完了、新築校舎設立認可を受ける。
  - 12月：新校舎第1期工事として普通教室18、家庭科室その他を含む鉄筋コンクリート3階建ての第二校舎建築ならびに校庭の整地に着手。
- 1962年（昭和37年）
  - 10月：第一期工事竣工。
  - 11月：立根校舎移転。
- 1963年（昭和38年）
  - 3月：第二期工事として第二校舎の残部および第一校舎竣工。盛校舎が移転。
  - 11月：第三期工事として屋内体育館兼講堂建築工事起工。
- 1964年（昭和39年）5月：第三期工事の屋内体育館兼講堂建築工事竣工。
- 1965年（昭和40年）10月：第四期・第五期工事完了。ただし、技術科室および通学用橋梁工事は未着手のまま。
- 1966年（昭和41年）3月：校舎落成記念事業としてブラスバンド楽器購入。校舎周辺環境整備費として寄付を仰ぐ。
- 1967年（昭和42年）
  - 3月：落成式挙行。
  - 12月：野球場へのバックネット・防球フェンスと低鉄棒を整備。
- 1968年（昭和43年）
  - 3月：卒業記念として、校訓「仲よく 強く 美しく」を碑に刻む。
  - 11月：一中前橋完成。
- 1970年（昭和45年）2月：リスナー教室完成。
- 1972年（昭和47年）
  - 3月：校門樹立（旧盛高等科）。
  - 11月：東側校庭フェンス100 mなど完成。
- 1973年（昭和48年）10月：校内放送施設新設。
- 1974年（昭和49年）12月：完全給食施設が完成し、同月10日より完全給食開始。
- 1975年（昭和50年）11月：第二校舎階段踊り場、4か所に手洗い場増設。
- 1976年（昭和51年）
  - 8月：体育館東側軒下に部室4室、技術室側に部室2室をそれぞれ新設。
  - 11月：ヤマハ製グランドピアノ設置。
- 1977年（昭和52年）
  - 5月：集中豪雨のため校庭東側の傾斜地が決壊し、庭球と籠球コートが埋まる。通学路の一部も決壊したため、臨時休校となる。
  - 6月：校門脇に青電話を設置。
  - 11月：この月から翌月にかけて、5月の集中豪雨で決壊した傾斜地の復旧工事を行う。
- 1978年（昭和53年）
  - 2月：部室3室を第一校舎裏へ設置。
  - 5月：庭球コート南側に約50 mの防球ネットを設置。
  - 6月：震度5（強震）の地震のため、第一校舎屋上の塔屋（展望台）が倒壊。同月、第一校舎の通路と駐車場を全面アスファルト簡易舗装。
  - 7月：PTAにより、ダンプ約140台で校庭の土盛整地作業を実施。
- 1979年（昭和54年）7月：校庭西側に39 mの防球フェンス設置。水泳プールが完成し、プール開き挙行。
- 1980年（昭和55年）11月：自転車置き場3棟完成。
- 1985年（昭和60年）1月：体育用具室改築工事。
- 1986年（昭和61年）12月：校舎ならびに屋内運動場大規模改修工事着工（給水施設・電気関係）。
- 1987年（昭和62年）10月：技術棟新築工事開始。
- 1988年（昭和63年）3月：技術棟新築工事完了。
- 1989年（平成元年）9月：体育館用アップライトピアノ設置。
- 1990年（平成2年）2月：平成元年度卒業生の卒業記念として記念碑を設置、生徒像を刻む。
- 1991年（平成3年）3月：放送機器（放送室）新調。
- 1992年（平成4年）12月：第一中学校創立30周年記念式典挙行。
- 1994年（平成6年）
  - 7月：第一校舎（前側）大改修工事着工。
  - 11月：校庭拡張工事着工。
  - 12月：第一校舎（前側）大改修工事完了。
- 1995年（平成7年）
  - 3月：校庭拡張工事完了。
  - 6月：第一校舎（前側）大改修工事着工。
  - 12月：校舎（第二校舎・体育館）大工事完了。
- 2001年（平成13年）4月：少人数授業（英語）開始。情緒障害学級新設。
- 2002年（平成14年）4月：難聴学級新設。
- 2004年（平成16年）12月：駐輪場への外灯設置工事・中庭、第2校舎3階校庭側外灯設置工事完了。
- 2009年（平成21年）3月：学校耐震化第2次診断調査実施。
- 2010年（平成22年）
  - 4月：情緒障がい学級を新設。
  - 12月：この月から2012年（平成24年）8月まで、耐震補強工事実施。同月、創立50周年記念事業実行委員会および協賛会が発足。
- 2011年（平成23年）
  - 3月11日：東北地方太平洋沖地震（東日本大震災）が発生。盛地区を中心に学区内で大きな被害が生じた。その後、校庭に仮設住宅を建設[3]。
  - 4月：肢体不自由学級（ちぐさ学級）を新設。
  - 11月：校舎耐震補強とバリアフリーおよびトイレ改修工事完成[3]。
- 2012年（平成24年）11月3日：創立50周年記念と記念碑除幕の両式典挙行[4]。
- 2014年（平成26年）4月：仮設グラウンド工事完成[3]。
- 2015年（平成27年）2月：体育館耐震補強工事完成[3]。
- 2017年（平成29年）
  - 3月：校庭仮設住宅撤去完了[3]。
  - 8月：グラウンド復旧工事が完成し、供用開始[3]。
- 2020年（令和2年）4月：日頃市・越喜来・吉浜の各中学校を統合[3]。
- 2021年（令和3年）10月28日：第一中学校改築工事安全祈願祭挙行[5]。
- 2023年（令和5年）
  - 3月8日：改築工事完成引渡式挙行。ただし、同月12日の卒業式は改築新校舎で行わず、従来の屋内運動場で挙行[6]。
  - 4月7日：この日挙行の第1学期始業式より新校舎の利用を開始[6]。

## 校訓
出典
- 「仲良く」（思いやり・協力・人間尊重）
- 「強く」（健康・勤労・責任感・実践力）
- 「美しく」（情操・徳性・礼儀・品位）

## 教育目標
出典
- 心身ともに健康で情操豊かな生徒
- 強い意志を持ち 自ら学ぶ 生徒
- 勤労を重んじ進んで実践する 生徒
- 協力し合い 責任を果たす 生徒
- 親切で 思いやりのある 生徒

## 通学区域
出典
- 盛小学校の通学区域の全域
- 猪川小学校の通学区域の全域
- 立根小学校の通学区域の全域
- 日頃市小学校の通学区域の全域
- 越喜来小学校の通学区域の全域
- 吉浜小学校の通学区域の全域

## 主な卒業生
- 佐々木朗希（プロ野球選手）

## 周辺
- 立根川 - 校地のすぐ西側を流れる。
- 大船渡市下欠地域公民館
- 大船渡市菅生地域公民館 - 立根川をはさんで、敷地が隣接。
- 岩手県立気仙光陵支援学校
- 大船渡市デイサービスセンター
- 養護盲老人ホーム祥風苑
- 特別養護老人ホーム富美岡荘
- 福祉の里センター
- 国道45号
- コメリH&G大船渡店
- マイヤ大船渡インター店
- ケーズデンキ大船渡店
  - 上記3店舗は、全て立根川の西側で、かつ国道45号線沿いに位置する。また、立根川西側から国道45号線沿線にかけては、上記以外の商業施設なども点在。

## アクセス
- JR東日本大船渡線BRT・三陸鉄道リアス線 盛駅から岩手県交通「立根田谷線」で、「第一中学校前」停留所（立根川西岸土手の市道上）下車、徒歩約1分。ただし「立根田谷線」は平日2往復のみの運行で、登下校時間帯の運行はない。
- 盛駅から車で約2.3 km、約4分。
- 三陸沿岸道路大船渡ICから、車で約590 m、約1分。